# كيلي وايت
كيلي وايت (بالإنجليزية: Kelli White) هي منافسة ألعاب القوى أمريكية، ولدت في 1 أبريل 1977 في أوكلاند في الولايات المتحدة.

## وصلات خارجية
- كيلي وايت على موقع الاتحاد الدولي لألعاب القوى (الإنجليزية)
- كيلي وايت على موقع إن إن دي بي (الإنجليزية)